# Constantin Pariano
Constantin Pariano (n. 20 septembrie 1846, Comișani, România – d. 1930) a fost un om de afaceri grec stabilit în Dobrogea.
Considerat a fi „patriarhul agriculturii dobrogene”, Pariano a întemeiat prima fermă pe moșia sa de la Hasancea - actualul Valu lui Traian.
A fost numit de trei ori prefect al Constanței la început de secol XX și de trei ori senator de Constanța.
A fost un luptător convins al acordării drepturilor politice locuitorilor băștinași, luptând alături de Ioan N. Roman și de Ion Bănescu – în care scop a luat ființă ziarul «Drapelul», de sub conducerea dlui Roman.